# Emanuele Naspetti
Emanuele Naspetti, né le  24 février 1968 à Ancône, dans les Marches, est un pilote automobile italien, qui disputa six Grands Prix de Formule 1 au début des années 1990, et s'illustra par la suite dans le championnat italien de voitures de tourisme.

## Biographie
Emanuele Naspetti commence sa carrière par le karting, en 1980, à l'âge de douze ans. Il y restera plusieurs années, et ce n'est qu'en 1987 qu'il s'engage dans la compétition automobile en débutant en monoplace par la Formule 3, avec l'équipe Forti Corse. Il termine sa première saison à la 10e place du championnat. La saison 1988 est plus convaincante, puisqu'Emanuele remporte trois victoires et le titre de F3 italienne en fin d'année devant Mauro Martini.
Lors de la saison 1989, il passe à l'échelon supérieur, la Formule 3000 au sein de l'équipe Roni Motorsport, mais, en dehors d'une 5e place obtenue à Rome, il ne concrétise pas les espoirs placés en lui après son titre en Formule 3. Eddie Jordan le prend néanmoins dans son équipe en 1990, mais la situation ne s'améliore pas pour autant, en raison d'une voiture manquant de fiabilité. En 1991, Emanuele retrouve l'équipe Forti Corse, et, disposant d'un moteur plus efficace, il remporte quatre victoires consécutives, qui lui permettent de se classer 3e en fin de saison, derrière Christian Fittipaldi et Alessandro Zanardi, qui se sont montrés plus réguliers tout au long de la saison.
En 1992, il s'engage pour une année supplémentaire dans la F3000, avec l'espoir de pouvoir décrocher le titre. La saison débute plutôt bien, avec une victoire au Grand Prix de Pau et une seconde place à Enna-Pergusa, qui lui permettent d'occuper la première place du championnat à l'issue de cette épreuve à égalité avec le jeune Brésilien Rubens Barrichello. En milieu d'année, il est appelé à remplacer Paul Belmondo, au sein de l'équipe March. Emanuele saisit alors cette occasion et termine l'année en Formule 1 aux côtés de l'Autrichien Karl Wendlinger, puis du Néerlandais Jan Lammers. Pour ses débuts à Spa-Francorchamps, le pilote italien soutient sans problème le rythme de l'Autrichien. Mais la March est une piètre voiture, et Emanuele ne peut obtenir de meilleur résultat qu'une 11e place lors du GP du Portugal. En 1993, il n'obtient pas de volant de titulaire, et doit se contenter d'une place de pilote essayeur pour le compte de l'écurie Jordan. En fin de saison, Eddie Jordan lui permet de disputer le GP du Portugal, qui sera sa dernière course en F1.
Emanuele Naspetti poursuit sa carrière dans le Campionato Italiano Superturismo (championnat italien de voitures de tourisme). Après des débuts difficiles en 1994, il réalise une meilleure saison en 1995, même s'il ne remporte aucune victoire. En 1996, il obtient six victoires, dont quatre sur le tracé d'Enna-Pergusa, en Sicile, et ne manque le titre, qui lui semblait acquis, qu'en raison d'une pénalité douteuse lors de la dernière épreuve à Vallelunga, le titre revenant finalement à Rinaldo Capello. L'année suivante, en 1997 Naspetti prend une revanche éclatante. Totalisant 18 podiums, dont 10 victoires, en une vingtaine de courses, il remporte en toute logique le titre. Cette même année, il termine 3e des 24 heures de Spa-Francorchamps au volant d'une BMW 318i en compagnie de Peter Kox et Christian Menzel. En 1998, malgré cinq victoires, il doit céder son titre à Fabrizio Giovanardi, qui le conserve en 1999, tandis qu'Emanuele termine encore vice-champion avec quatre victoires.

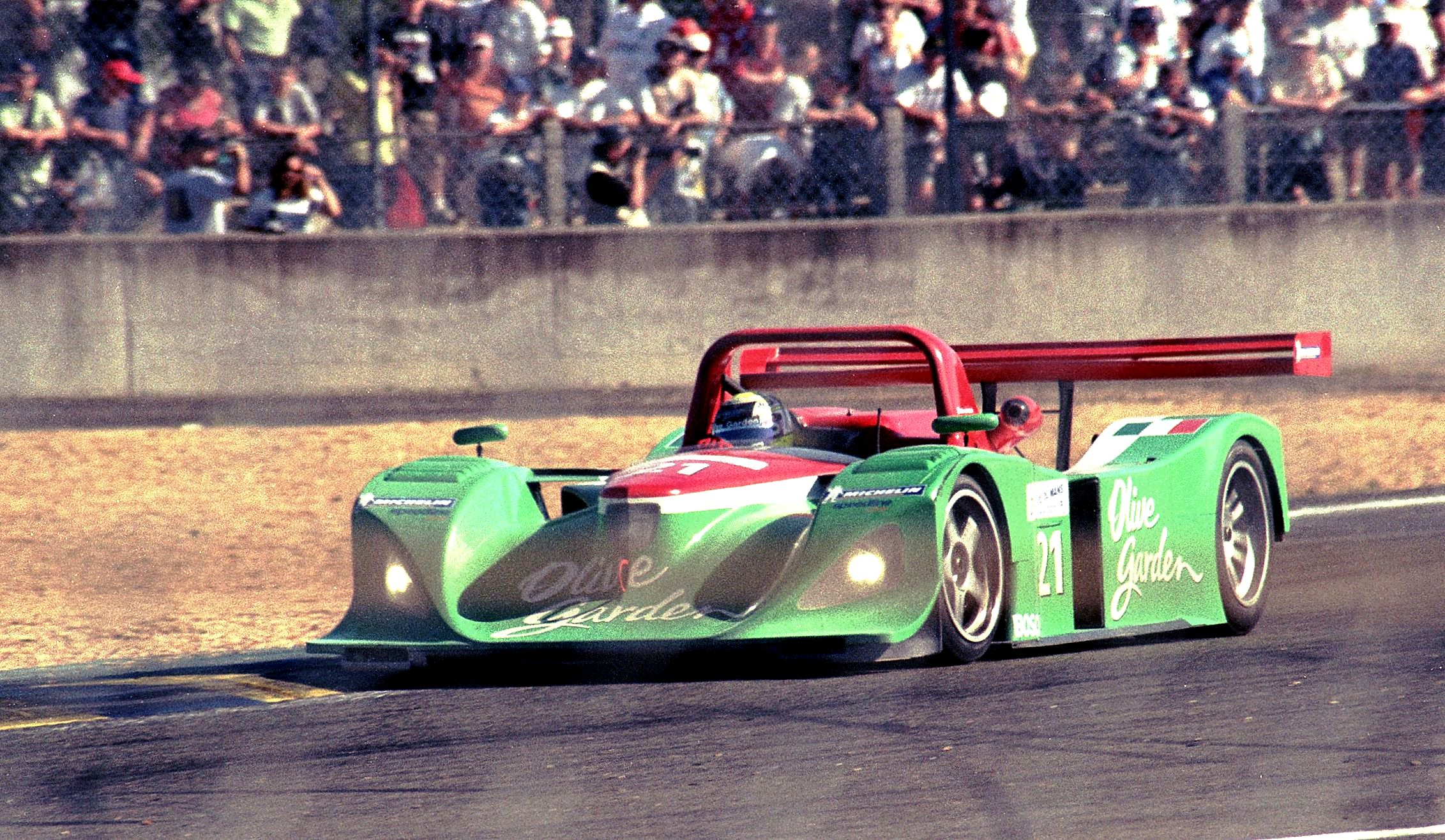
Lola B2K-10 de Schiattarella, de Radigues et Naspetti lors des 24 heures du Mans 2000.

En 2000, Emanuele Naspetti délaisse le championnat Superturismo italien pour le championnat européen de la discipline, tout en restant fidèle à la marque BMW. Lors de cette première saison, il découvre la discipline, et s'il ne parvient pas à s'imposer, il obtient plusieurs places d'honneur, qui lui permettent de finir la saison à une très honorable 5e place au championnat. Il dispute également les 24 Heures du Mans avec l'équipe Rafanelli, mais est contraint à l'abandon.
En 2001, il abandonne les voitures de tourisme et passe en GT, dans le championnat de la FIA sur une Ferrari 550 Maranello en compagnie de son compatriote Domenico Schiattarella. Tous deux terminent au pied du podium à Magny-Cours. En 2002, les deux pilotes transalpins font à nouveau équipe pour courir cette fois en ALMS, se classant troisième dans la catégorie GTS à quatre reprises, et terminant la saison à la 7e place du championnat. La saison 2003 s'avère moins bonne, et Emanuele revient au championnat FIA GT pour l'année 2004, où son meilleur classement est une 4e place en ouverture de la saison à Monza.
En 2005, Emanuele Naspetti participe aux 12 Heures de Sebring avec l'équipe Panoz, mais est contraint à l'abandon après avoir couvert 121 tours.

## Résultats en championnat du monde de Formule 1
| Saison | Écurie       | Châssis | Moteur    | Pneus    | GP disputés | Points inscrits | Classement |
| ------ | ------------ | ------- | --------- | -------- | ----------- | --------------- | ---------- |
| 1992   | March F1     | CG911B  | Ilmor V10 | Goodyear | 5           | 0               | n.c.       |
| 1993   | Sasol Jordan | 193     | Hart V10  | Goodyear | 1           | 0               | n.c.       |

## Palmarès
- 1988 : Championnat d'Italie de Formule 3, champion, (3 victoires)
- 1991 : Formule 3000, 3e, 37 points, (4 victoires)
- 1992 : Formule 3000, 6e, 19 points, (1 victoire)
- 1992 : Formule 1, 5 GP avec March
- 1993 : Formule 1, 1 GP avec Jordan
- 1994 : Superturismo (championnat italien de voitures de tourisme), 9e, 59 points
- 1995 : Superturismo (championnat italien de voitures de tourisme), 6e, 135 points
- 1996 : Superturismo (championnat italien de voitures de tourisme), 3e, 242 points, (3 victoires)
- 1997 : Superturismo (championnat italien de voitures de tourisme), champion, 325 points, (10 victoires)
- 1997 : 24 heures de Spa-Francorchamps, 3e (avec Peter Kox et Christian Menzel)
- 1998 : Superturismo (championnat italien de voitures de tourisme), 2e, 335 points, (5 victoires)
- 1999 : Superturismo (championnat italien de voitures de tourisme), 2e, 386 points, (4 victoires)